# Competencia de Cournot
El modelo de competencia de Cournot es un modelo económico usado para describir una estructura de industrias en la que las compañías compiten en las cantidades que van a producir. Lo deciden independientemente de la otra industria y toman la decisión al mismo tiempo. Debe su nombre a Antoine Augustin Cournot (1801-1877) que se inspiró al observar la competencia en duopolio el mercado de agua mineral embotellada. Tiene las siguientes características:
- Hay más de una empresa y todas producen un solo bien homogéneo, i.e. no hay diferenciación de productos.
- Las firmas no cooperan, i.e. no hay colusion.
- Las firmas tienen poder de mercado, i.e. la producción de cada firma afecta el precio de mercado del bien.
- El número de firmas es constante.
- Las empresas compiten en cantidades, eligen las cantidades a producir al mismo tiempo.
- Las empresas son económicamente racionales y actúan de manera estratégica, usualmente buscando maximizar sus beneficios dadas las reacciones de las demás firmas.

Un supuesto esencial de este modelo son las variaciones conjeturales nulas, de este modo, cada firma tiene como objetivo la maximización de sus beneficios, basándose en la expectativa de que su propia decisición no tendrá un efecto en las decisiones de sus rivales, 
El precio es una función decreciente de la oferta total. Todas las firmas conocen que existen {\displaystyle N} firmas en el mercado, y toman la producción de las demás como dadas. Cada firma tiene una función de costos {\displaystyle c_{i}(q_{i})}. Normalmente las funciones de costos son tratadas como conocimiento general(todas las firmas conocen las funciones de costos de las demás firmas). Las funciones de costos pueden ser iguales o diferentes entre las firmas. El precio del mercado es tal que la demanda es igual a la cantidad producida por todas las firmas.
Cada firma toma la cantidad a producir de sus competidores como dada, evalúa la demanda residual y se comporta como un monopolio.

## Encontrando gráficamente el equilibrio de Cournot en un duopolio
Esta sección presenta un análisis del modelo con 2 agentes y costos marginales constantes.
{\displaystyle p_{1}} = precio del agente 1, {\displaystyle p_{2}} = precio del agente 2
{\displaystyle q_{1}} = cantidad del agente 1, {\displaystyle q_{2}} = cantidad del agente 2
{\displaystyle c} = coste marginal, igual para las dos firmas
Los precios de Equilibrio serán:
{\displaystyle p_{1}=p_{2}=P(q_{1}+q_{2})}
Esto implica que el beneficio del agente 1 está dado por {\displaystyle \Pi _{1}=q_{1}(P(q_{1}+q_{2})-c)}
- Calculando la función de reacción del agente 1: Suponga que el agente 1 cree que el agente 2 está produciendo la cantidad {\displaystyle q_{2}}. ¿Cual será la cantidad óptima de producción del agente 1?. Considere el diagrama 1. Si el agente 1 decide no producir, entonces el precio está dado por {\displaystyle P(0+q_{2})=P(q_{2})}. Si el agente 1 produce {\displaystyle q_{1}'} entonces el precio está dado por {\displaystyle P(q_{1}'+q_{2})}. De manera general, por cada cantidad que el agente 1 decida producir, el precio está dado por la curva {\displaystyle d_{1}(q_{2})}. La curva {\displaystyle d_{1}(q_{2})} es llamada la función de reacción del agente 1; esta muestra todas las posibles combinaciones de cantidades que produciría el agente 1 y a que precio, dada una producción de {\displaystyle q_{2}}.

- Determinar la producción óptima del agente 1: Para hacer esto debemos encontrar donde los beneficios marginales se igualan con los costos marginales. El costo marginal (c) se asume que es constante. La curva de beneficios marginales es {\displaystyle r_{1}(q_{2})} con el doble de la pendiente de {\displaystyle d_{1}(q_{2})} y con la misma intersección vertical. El punto donde las dos curvas({\displaystyle c} y {\displaystyle r_{1}(q_{2})}) se intersecan corresponde a la cantidad {\displaystyle q_{1}''(q_{2})}. El óptimo del agente 1 {\displaystyle q_{1}''(q_{2})}, depende de lo crea que hará el agente 2. Para encontrar un equilibrio, derivamos el óptimo del agente 1 para otro posibles valores de {\displaystyle q_{2}}. El diagrama 2 considera los dos posibles valores de {\displaystyle q_{2}}. Si {\displaystyle q_{2}=0}, entonces la función de reacción del primer agente es efectivamente la demanda del mercado, {\displaystyle d_{1}(0)=D}. La solución óptima para el agente 1 es comportarse como un monopolio; {\displaystyle q_{1}''(0)=q^{m}} ({\displaystyle q^{m}} son las cantidades del agente 1 con un comportamiento monopolico). Si el agente 2 escoge la cantidad correspondiente a la competencia perfecta, {\displaystyle q_{2}=q^{c}} tal que {\displaystyle P(q^{c})=c}, entonces la producción óptima del agente 1 será no producir: {\displaystyle q_{1}''(q^{c})=0}.

Este es el punto donde los costos marginales interceptan los beneficios marginales correspondientes a {\displaystyle d_{1}(q^{c})}.
- Puede mostrarse que, dado una demanda lineal y un costo margina constante, la función {\displaystyle q_{1}''(q_{2})} también es lineal. Si tenemos dos puntos, podemos graficar la función {\displaystyle q_{1}''(q_{2})}, véase el diagrama 3. Nótese que el eje de las gráficas han cambiado, la función {\displaystyle q_{1}''(q_{2})} es la función de reacción del agente 1, esta genera la solución óptima del agente 1 para cada decisión del agente 2. En otras palabras, da la escogencia del agente 1 dadas las creencias de lo que hará el agente 2.

- La última etapa en encontrar el equilibrio de Courtnot es encontrar la función de reacción del agente 2. En este caso es simétrica con la del agente 1 ya que tienen la misma función de costos. El equilibrio es la intersección entre las dos funciones de reacción. Véase el diagrama 4.

- La predicción del modelo es que los agentes escogerán producciones en el equilibrio de Nash.

## Calculando el equilibrio
En términos muy generales, sea la función de precios para una industria (duopolio) {\displaystyle P(q_{1}+q_{2})} y la firma {\displaystyle i} tiene la función de costos {\displaystyle C_{i}(q_{i})}. Para calcular el equilibrio de Nash, las funciones de reacción deben calcularse primero.
El beneficio de la firma {\displaystyle i} es el beneficio menos los costos. El beneficio es el producto del precio por las cantidades y el costo es dado por la función de costos de la firma, así que las ganancias (como se describieron arriba) son:
{\displaystyle \Pi _{i}=P(q_{1}+q_{2}).q_{i}-C_{i}(q_{i})}. La mejor respuesta es encontrar el valor de {\displaystyle q_{i}} que maximize {\displaystyle \Pi _{i}} dado {\displaystyle q_{j}}, con {\displaystyle i\neq \ j}, i.e. se encuentra la producción que maximiza el beneficio, dado una producción de la firma del otro duopolista. Entonces, se debe buscar el máximo valor de {\displaystyle \Pi _{i}} con respecto a {\displaystyle q_{i}}. Primero se toma la derivada de {\displaystyle \Pi _{i}} con respecto a{\displaystyle q_{i}}:
{\displaystyle {\frac {\partial \Pi _{i}}{\partial q_{i}}}={\frac {\partial P(q_{1}+q_{2})}{\partial q_{i}}}.q_{i}+P(q_{1}+q_{2})-{\frac {\partial C_{i}(q_{i})}{\partial q_{i}}}}
Se iguala a cero para encontrar un máximo
{\displaystyle {\frac {\partial \Pi _{i}}{\partial q_{i}}}={\frac {\partial P(q_{1}+q_{2})}{\partial q_{i}}}.q_{i}+P(q_{1}+q_{2})-{\frac {\partial C_{i}(q_{i})}{\partial q_{i}}}=0}
Los valores de {\displaystyle q_{i}} que satisfacen esta ecuación son las mejores respuestas. Los equilibrios de Nash son donde ambos {\displaystyle q_{1}} y {\displaystyle q_{2}} son las mejores respuestas dados los valores de {\displaystyle q_{1}} y {\displaystyle q_{2}}.

### Un ejemplo
Suponga que la industria tiene la siguiente función de precios: {\displaystyle P(q_{1}+q_{2})=a-(q_{1}+q_{2})}.
El beneficio de la firma {\displaystyle i} (con la función de costos {\displaystyle C_{i}(q_{i})} tal que {\displaystyle {\frac {\partial ^{2}C_{i}(q_{i})}{\partial q_{i}^{2}}}=0} y {\displaystyle {\frac {\partial C_{i}(q_{i})}{\partial q_{j}}}=0,j\neq \ i} por facilidad de cálculo) es:
{\displaystyle \Pi _{i}={\bigg (}a-(q_{1}+q_{2}){\bigg )}.q_{i}-C_{i}(q_{i})}
La maximización del problema genera (desde el caso general):
{\displaystyle {\frac {\partial {\bigg (}a-(q_{1}+q_{2}){\bigg )}}{\partial q_{i}}}.q_{i}+a-(q_{1}+q_{2})-{\frac {\partial C_{i}(q_{i})}{\partial q_{i}}}=0}
Sin perder la generalidad, considere el problema de la firma 1:
{\displaystyle {\frac {\partial {\bigg (}a-(q_{1}+q_{2}){\bigg )}}{\partial q_{1}}}.q_{1}+a-(q_{1}+q_{2})-{\frac {\partial C_{1}(q_{1})}{\partial q_{1}}}=0}
{\displaystyle \Rightarrow \ -q_{1}+a-(q_{1}+q_{2})-{\frac {\partial C_{1}(q_{1})}{\partial q_{1}}}=0}
{\displaystyle \Rightarrow \ q_{1}={\frac {a-q_{2}-{\frac {\partial C_{1}(q_{1})}{\partial q_{1}}}}{2}}}
Por simetría:
{\displaystyle \Rightarrow \ q_{2}={\frac {a-q_{1}-{\frac {\partial C_{2}(q_{2})}{\partial q_{2}}}}{2}}}
Estas son las funciones de reacción de las firmas. Para cualquier valor de {\displaystyle q_{2}}, la firma 1 responde de la mejor manera posible con un {\displaystyle q_{1}} que satisface las funciones de arriba. En el equilibrio de Nash, ambas firmas estarán usando funciones de reacción para resolver simultáneamente las funciones de arriba. 
Sustituyendo para {\displaystyle q_{2}} en la función de reacción de la firma 1:
{\displaystyle \ q_{1}={\frac {a-({\frac {a-q_{1}-{\frac {\partial C_{2}(q_{2})}{\partial q_{2}}}}{2}})-{\frac {\partial C_{1}(q_{1})}{\partial q_{1}}}}{2}}}
{\displaystyle \Rightarrow \ q_{1}*={\frac {a+{\frac {\partial C_{2}(q_{2})}{\partial q_{2}}}-2*{\frac {\partial C_{1}(q_{1})}{\partial q_{1}}}}{3}}}
{\displaystyle \Rightarrow \ q_{2}*={\frac {a+{\frac {\partial C_{1}(q_{1})}{\partial q_{1}}}-2*{\frac {\partial C_{2}(q_{2})}{\partial q_{2}}}}{3}}}
El equilibrio de Nash simétrico está en {\displaystyle (q_{1}*,q_{2}*)}. (Véase Holt (2005, Capítulo 13) para ejemplos asimétricos). Haciendo suposiciones apropiadas para las derivadas parciales (por ejemplo, asumir que los costos de cada firma es una función lineal con respecto a la cantidad y usando la pendiente de esa función en el cálculo), las cantidades de equilibrio pueden ser sustituidas en la función de precios de la industria{\displaystyle P(q_{1}+q_{2})=a-(q_{1}+q_{2})} para obtener el precio de equilibrio del mercado.

## Competencia de Cournot con muchos agentes y el Teorema de Cournot
Para un número arbitrario de agentes, N>1, las cantidades y el precio se pueden derivar de una manera análoga a la expuesta en la sección anterior. Con demandas lineales e idénticas y costos marginales constantes, los valores de equilibrio son los siguientes:
Demanda del Mercado; {\displaystyle \ p(q)=a-bq=a-bQ=p(Q)}
Funciones de Costos; {\displaystyle \ c_{i}(q_{i})=cq_{i}}, para todo i
{\displaystyle \ q_{i}=Q/N={\frac {a-c}{b(N+1)}}}, producción individual de cada agente
{\displaystyle \sum q_{i}=Nq={\frac {N(a-c)}{b(N+1)}}}, producción total de la industria
{\displaystyle \ p=a-b(Nq)={\frac {a+Nc}{N+1}}}, precio al que se vacía el mercado
y
{\displaystyle \Pi _{i}=\left({\frac {a-c}{N+1}}\right)^{2}\left({\frac {1}{b}}\right)}, beneficio individual de cada agente
El teorema de Cournot dice que, en la ausencia de costos fijos de producción, cuando el número de agentes en el mercado, N, tiende al infinito, la producción del mercado, Nq, tiende a niveles de competencia perfecta y el precio converge a los costos marginales.
{\displaystyle \lim _{N\rightarrow \infty }p=c}
Por eso con muchos agentes, un mercado de Cournot se aproxima a un mercado de competencia perfecta. Este resultado puede ser generalizado para el caso de agentes con distintas estructuras de costos (bajo ciertas restricciones) y demandas no lineales.
Cuando el mercado se caracteriza por tener costos fijos de producción, podemos endogeneizar el número de competidores imaginando que los agentes seguirán entrando en el mercado hasta que sus beneficios sean normales (es decir, no existan beneficios extraordinarios). En nuestro ejemplo lineal con {\displaystyle N} agentes, cuando existen costos fijos para cada agente y estos son {\displaystyle F}, tenemos un número endógeno de agentes:
{\displaystyle N=(a-c)/{\sqrt {F}}-1}
y una producción para cada agente que será igual a:
{\displaystyle q={\sqrt {F}}}
Este equilibrio es típicamente conocido como Equilibrio de Cournot con entradas endógenas, o Equilibrio de Marshall.

## Implicaciones
- La producción es mayor en un duopolio de Cournot que en un monopolio, pero es menor que en la competencia perfecta.
- El precio es menor con en un duopolio de Cournot que en un monopolio, pero no tan bajo como en la competencia perfecta.
- De acuerdo a este modelo, los agentes tienen incentivos de formar un cartel, efectivamente convirtiendo el modelo de Cournot, en un monopolio. Los Carteles normalmente son ilegales, así que los agentes tratan de coludir tacitamente usando estrategias de reducción de producción auto-impuestas que, ceteris paribus, tendrá un efecto de subida de precios y por ende un aumento en los beneficios de los agentes participantes.

## Bertrand versus Cournot
Aunque ambos modelos tienen suposiciones similares, tienen implicaciones muy distintas:
- El modelo de Bertrand asume que las firmas compiten en precios y no en cantidades producidas, predice que un duopolio es suficiente como para generar una guerra de precios que lleve a los precios hasta los niveles de costos marginales, implicando que un duopolio llevará a una competencia perfecta.
- Ya que ningún modelo es "mejor", la precisión de las predicciones de cada modelo variarán de industria a industria, dependiendo en la cercanía de cada modelo a la situación de la industria.
- Si la capacidad y la producción pueden ser modificados, el modelo de Bertand es mejor para una competencia duopólica. Si la producción y la capacidad son difíciles de ajustar, entonces el modelo de Cournot es un mejor modelo.
- Bajo ciertas circunstancias el modelo de Cournot puede ser replanteado como un modelo de dos etapas, donde la primera etapa las firmas escogen capacidades y en la segunda compiten como en el modelo de Bertrand.

Sin embargo, cuando el número de firmas tiende a infinito, el modelo de Cournot genera el mismo resultado que el modelo de Bertrand: el precio del mercado es el mismo que los costos marginales.